# Putranjiva formosana
Putranjiva formosana là một loài thực vật có hoa trong họ Putranjivaceae. Loài này được Kaneh. & Sasaki ex Shimada miêu tả khoa học đầu tiên năm 1930.